# 南方虾脊兰
連翹根節蘭（学名：Calanthe lyroglossa），又名南方虾脊兰，为蘭科節蘭屬下的一个种。

## 扩展阅读
- 维基共享资源上的相關多媒體資源：連翹根節蘭
- 維基物種上的相關：連翹根節蘭